# Medalha Mary Clark Thompson
A Medalha Mary Clark Thompson é um galardão dado pela United States National Academy of Sciences, para premiar aqueles que se distinguiram na área geologia e paleontologia.
Este prémio é pago pelos haveres ou bens deixados pela filantropista Mary Clark Thompson.

## Laureados[1]
- 1921 - Charles Doolittle Walcott
- 1923 - Emmanuel de Margerie
- 1925 - John M. Clarke
- 1928 - James P. Smith
- 1930 - William B. Scott e Edward Oscar Ulrich
- 1931 - David White
- 1932 - Francis A. Bather
- 1934 - Charles Schuchert
- 1936 - Amadeus William Grabau
- 1941 - David M. Watson
- 1942 - Edward W. Berry e Arthur Smith Woodward
- 1943 - George G. Simpson
- 1944 - William Joscelyn Arkell
- 1945 - Thomas W. Vaughan
- 1946 - John Bernard Reeside, Jr.
- 1948 - Frank H. McLearn
- 1949 - Lauge Koch
- 1952 - Lloyd W. Stephenson
- 1954 - Alfred S. Romer
- 1957 - G. Arthur Cooper
- 1958 - Roman Kozlowski
- 1961 - Norman D. Newell
- 1964 - Milton N. Bramlette
- 1967 - Wendell P. Woodring
- 1970 - Raymond C. Moore
- 1973 - Hollis D. Hedberg
- 1976 - James M. Schopf
- 1982 - W. A. Berggren
- 1986 - J. William Schopf
- 1990 - Harry Blackmore Whittington
- 1995 - David L. Jones
- 1999 - Jan Smit
- 2003 - Frederik J. Hilgen
- 2006 - Steven M. Stanley
- 2009 - Alfred G. Fischer
- 2012 - Andrew Knoll
- 2015 - Susan Kidwell